# Gianalberto Badoaro
Gianalberto Badoaro (né le 11 mars 1649 à Venise, alors dans la république de Venise et mort le 17 mai 1714 à Brescia) est un cardinal italien du XVIIIe siècle.

## Biographie
Gianalberto Badoaro est archidiacre de Crema et abbé commendataire de S. Pietro di Colle. Il est nommé primicerius du chapitre de la cathédrale de Venise par le doge Luigi Contarini. En 1688 il est nommé patriarche de Venise.
Le pape Clément XI le crée cardinal lors du consistoire du 17 mai 1706. Il est transféré au diocèse de Brescia, avec titre d'archevêque. Il fait de l'action ferme contre le quiétisme, qui affecte son archidiocèse. Le cardinal Badoaro est abbé commendataire de Sesto al Reghena à Cividale à partir de 1707.

### Sources
- Ressources relatives à la religion :   - Catholic Hierarchy
  - Cardinals of the Holy Roman Church
- Ressource relative aux beaux-arts :   - British Museum
- Notices dans des dictionnaires ou encyclopédies généralistes :   - Deutsche Biographie
  - Dizionario biografico degli italiani
- Notices d'autorité :   - VIAF
  - ISNI
  - IdRef
  - GND
  - Italie
- Fiche du cardinal, sur le site fiu.edu.